# Manjuyod
Manjuyod ist eine philippinische Gemeinde in der Provinz Negros Oriental. Sie hat 42.332 Einwohner (Zensus 1. August 2015).

## Baranggays
Manjuyod ist politisch in 27 Barangays unterteilt.
| - Alangilanan - Bagtic - Balaas - Bantolinao - Bolisong - Butong - Campuyo - Candabong - Concepcion - Dungo-an - Kauswagan - Libjo - Lamogong - Maaslum | - Mandalupang - Panciao - Poblacion - Sac-sac - Salvacion - San Isidro - San Jose - Santa Monica - Suba - Sundo-an - Tanglad - Tubod - Tupas |